# Ходасевич Людмила Сергіївна
Людмила Сергіївна Ходасевич (7 квітня 1959, Дніпропетровськ) — радянська та українська легкоатлетка, спеціалістка з бар'єрного бігу. Виступала за збірні СРСР та України з легкої атлетики наприкінці 1980-х — на початку 1990-х років, володарка бронзової медалі Ігор доброї волі в Сіетлі, багаторазова призерка першостей всесоюзного та республіканського значення.

## Біографія
Людмила Ходасевич народилася 7 квітня 1959 року. Займалася легкою атлетикою у Дніпропетровську, представляла Українську РСР та фізкультурно-спортивне товариство профспілок.
Першого серйозного успіху на всесоюзному рівні домоглася у сезоні 1989 року, коли на чемпіонаті СРСР у Горькому з українською командою виграла бронзову медаль у заліку естафети 4×400 метрів.
У 1990 році в бігу на 400 метрів з бар'єрами здобула перемогу на змаганнях у Сочі, була третьою на Меморіалі братів Знаменських у Москві та другою на міжнародному старті у Ростоку. На чемпіонаті СРСР у Києві з результатом 55,99 виборола срібну нагороду, поступившись на фініші лише мінчанці Тетяні Ледовській. Завдяки цьому успішному виступу удостоїлася права захищати честь країни на Іграх доброї волі в Сіетлі — тут у 400-метровому бар'єрному бігу показала час 57,33, ставши бронзовою призеркою.
У липні 1992 року на міжнародному старті в австрійському Швехаті встановила свій особистий рекорд у бігу на 400 метрів із бар'єрами — 55,60.
Після розпаду Радянського Союзу Ходасевич ще деякий час залишалася чинною спортсменкою і продовжувала брати участь у різних легкоатлетичних змаганнях. Так, у 1992 та 1994 роках вона двічі ставала чемпіонкою України у бар'єрному бігу на 400 метрів, також у 1994 році представляла українську збірну на міжнародному турнірі у Кракові, де перевершила всіх суперниць.